# Kominato Yotsuha
Kominato Yotsuha (小湊 よつ葉 (Tiểu-Thấu Tứ-Diệp) 29 tháng 5 năm 1996 –) là một nữ diễn viên khiêu dâm, ca sĩ và nhà viết ca từ người Nhật Bản. Cô thuộc về công ti T-Powers. Cô cũng là cựu thành viên nhóm nhạc Fairies. Tên cũ của cô là Inoue Rikako (井上 理香子 (Tỉnh-Thượng Lí-Hương-Tử)).

## Sự nghiệp
Cô đã bắt đầu học tại trường dạy múa tại quê nhà Nagasaki vào năm lớp 6. Cô đã bắt đầu đi học tại Tokyo mỗi tháng một lần sau đó, và 3 năm sau cô đã quyết định ra mắt công chúng. Mặc dù cô chưa biết gì tại thời điểm đó, cô sau này đã được tiết lộ rằng các chuyến đi Tokyo đó chính là các buổi thử việc.
Năm 2011, cô đã ra mắt chính thức với tư cách là thành viên nhóm nhảy & hát "Fairies" dưới tên Inoue Rikako.

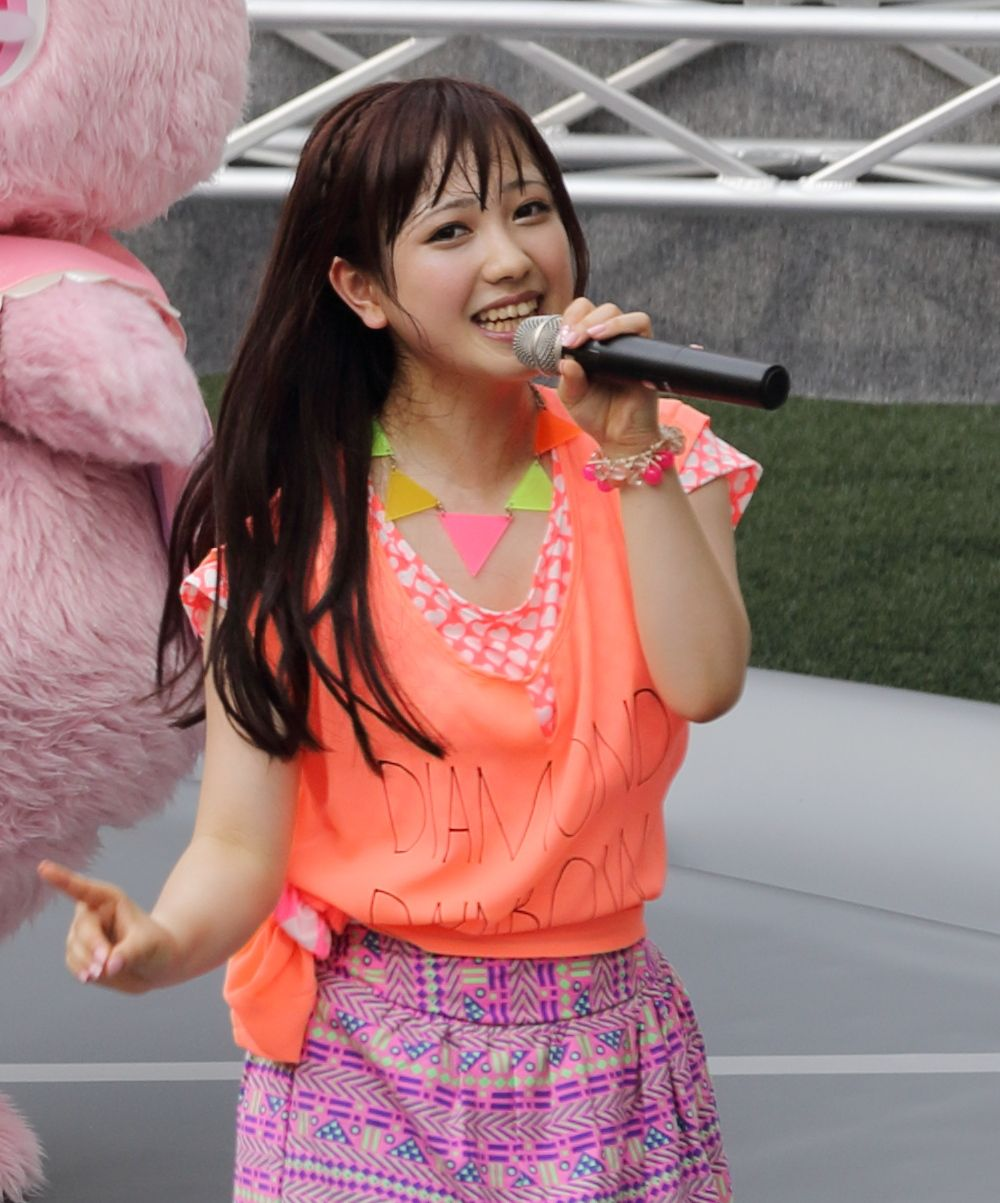
Yotsuha thời còn là thành viên Fairies (tháng 7/2013)

Năm 2015, cô lần đầu biểu diễn với vở nhạc kịch Anne tóc đỏ dưới chái nhà xanh. Và vào ngày 18/11 cùng năm, đĩa đơn Mr.Platonic của Fairies phiên bản Inoue Rikako được phát hành, đính kèm là bài hát độc tấu đầu tiên của cô "Massara Mamma mia".
Năm 2017, cô lần đầu đảm nhận vai chính trên sân khấu tại sự kiện "Meidoyuzan". Vào tháng 12, sách ảnh đầu tiên của cô "RI0529" được phát hành.
Tháng 6/2020, cô rời nhóm Fairies và kết thúc hợp đồng với Rising Production. Cô cũng đã rời ngành giải trí.
Sau khi làm việc tại một công ti làm đẹp như được viết phía dưới trong 2 năm, cô đã tái ra mắt vào tháng 3/2022, đồng thời đổi tên thành Kominato Yotsuha. Ảnh áo tắm đánh dấu trở lại của cô đã được đăng trên tạp chí Playboy hàng tuần. Vào ngày 16/5, cô đã lập trang web chính thức dưới tên Kominato và đã phát hành video âm nhạc cho bài hát độc tấu ra mắt của cô "Asu wa Tokimeku". Cô cũng đã để lại một thông điệp ở cuối video hình ảnh, và sau đó đã thông báo ra mắt với tư cách là nữ diễn viên khiêu dâm trên Twitter vào ngày 17/5. Vào ngày 1/6 cùng năm, cô thông báo sẽ ra mắt với tư cách là nữ diễn viên độc quyền của hãng SOD Create. Một bài hát và phim khiêu dâm đã được phát hành thử nghiệm vào ngày 27/5. Phim ra mắt ngành của cô "Kominato Yotsuha AV DEBUT" đã xếp thứ nhất trên bảng xếp hạng sàn bán hàng qua bưu điện của FANZA tuần ngày 27/6 và 5/7/2022. Phim cũng đã xếp thứ nhất trong bảng xếp hạng sàn video FANZA tuần ngày 1/8. Ngoài ra, phim cũng đưa cô lên xếp thứ nhất trong bảng xếp hạng nữ diễn viên khiêu dâm hàng tháng. Phim cũng đã trở thành bom tấn lớn nhất của SOD Create trong năm.
Trong tuần ngày 29/8, phim thứ 2 của cô "Kominato Yotsuha lần đầu cực khoái cao trào 4-honban (小湊よつ葉 初イキ 絶頂 4本番) đã xếp thứ nhất trên bảng xếp hạng sàn bán hàng qua bưu điện của FANZA.
Phim thứ 3 của cô "Kominato Yotsuha bị quấy rối. Xuất tinh & 3P & Dương vật lớn & Hamedori...Trải nghiệm cảnh quay được mong chờ lần đầu tiên xuất hiện trong phim khiêu dâm! 4-honban (小湊よつ葉、乱れます。潮吹き・3P・デカチン・ハメ撮り...AVで見てた憧れのプレイを初体験！4本番) đã tiếp tục xếp thứ nhất trên bảng xếp hạng sàn bán hàng qua bưu điện của FANZA trong tuần ngày 3/10 cùng năm. Tháng 10/2022, cô đã xếp thứ 1 trong bảng xếp hạng nữ diễn viên khiêu dâm hàng tháng của sàn bán hàng qua bưu điện của FANZA.
2/10/2022, một sự kiện phát sách cho người đọc đã được tổ chức tại Shosen Book Tower ở Akihabara, Tokyo nhân dịp sách ảnh khỏa thân của cô "Bộ sưu tập ảnh Kominato Yotsuha Chớm nở" (phát hành vào ngày 22/9) được phát hành.
Phim khiêu dâm thứ 4 của cô "Phim cốt truyện đầu tiên của Kominato Yotsuha 4 lần nhập vai vào các nghề bắt đầu với một nụ hôn Một người phụ nữ vốn tinh nghịch người sẽ không dừng lại khi công tắc được bật kể cả khi đang làm việc" (小湊よつ葉 初ドラマ作品 キスから始まる4職業コスプレ 職場なのにスイッチが入ると止まらない本性エッチな働くオンナ) đã xếp thứ nhất trên bảng xếp hạng sàn bán hàng qua bưu điện của FANZA trong tuần ngày 31/10 và 7/11 cùng năm.

Yotsuha tháng 12/2022

Vào tuần ngày 5/12 và 12/12/2022, cô xếp thứ nhất trong bảng xếp hạng sàn cho thuê FANZA với phim "【Phiên bản chỉ cho thuê】Cảnh quay quan hệ tình dục trong nhà tắm hiếm có phát hành giới hạn của cựu thành viên nhóm nhạc Kominato Yotsuha được phát hành". Phim khiêu dâm thứ 5 của cô cũng đã xếp thứ nhất trên bảng xếp hạng sàn bán hàng qua bưu điện của FANZA trong tuần ngày 5 và 12/12.
Tháng 12 cùng năm, cô nhận giải Người mới đến xuất sắc nhất tại Giải thưởng phim khiêu dâm Asa-Gei 2022 được tài trợ bởi Asahi Geinō trực thuộc Tokuma Shoten. Trong "Bảng xếp hạng số lượng phim khiêu dâm bán ra năm 2022" của Asahi Geinō, phim ra mắt ngành của cô đã xếp thứ 2, và  phim thứ 2 của cô đã xếp thứ 4.
6/1/2023, cô đã tiết lộ công ti chủ quản là T-Powers, điều chưa được công bố từ khi cô ra mắt ngành.
Trong tuần ngày 16/1/2023, phim khiêu dâm thứ 6 của cô "Thử thách phim cốt truyện đầu tiên thực sự của Kominato Yotsuha!" (小湊よつ葉 本格ドラマ初挑戦!) đã xếp thứ nhất trên bảng xếp hạng sàn bán hàng qua bưu điện của FANZA. Phim cũng đã xếp thứ 9 trong bảng xếp hạng đĩa DVD nửa đầu năm 2023.
Trong tuần ngày 27/2, phim khiêu dâm thứ 7 của cô "Sự phát triển cao trào của  Kominato Yotsuha Lần cực khoái tuyệt nhất trong lịch sử Jibun khi cô rung rinh cơ thể nhỏ nhắn và nhạy cảm! Lên đỉnh với dương vật lớn" (小湊よつ葉 絶頂開発 小柄な敏感BODYをガクブル震わせながらジブン史上最高の激イキ！巨根大絶頂) đã xếp thứ nhất trên bảng xếp hạng sàn bán hàng qua bưu điện của FANZA. Phim cũng đã xếp thứ 4 trong bảng xếp hạng đĩa DVD nửa đầu năm 2023.
Trong tuần ngày 20/3, phim khiêu dâm thứ 8 của cô "Kominato Yotsuha NTR khi dùng chung phòng sau một buổi làm việc Một biên tập viên thời tiết đã không thể về nhà do tuyết rơi dày đã tiếp tục tận hưởng khả năng làm nhục dính dính của một đạo diễn trung niên ranh mãnh trong một đêm." (小湊よつ葉 ロケ帰り相部屋NTR 大雪で帰れなくなったお天気お姉さんが陰険な中年ディレクターの粘着パワハラチ○ポで開発され続けた一晩。) đã xếp thứ nhất trên bảng xếp hạng sàn bán hàng qua bưu điện của FANZA. Phim cũng đã xếp thứ 19 trong bảng xếp hạng nửa đầu năm.
Vào ngày 19/4, với sự hợp tác từ Milky Pop Generation, cô đã tổ chức buổi diễn độc tấu đầu tiên dưới tên Kominato "Hãy gặp nhau trên mặt trăng vol.70". Ngoài các bài của cô, cô đã hát 9 bài bao gồm Hanamizuki và Kimagure Romantic.
Cô đã xếp thứ 1 trong bảng xếp hạng nữ diễn viên khiêu dâm hàng tháng của sàn bán hàng qua bưu điện của FANZA trong tháng 4. Phim của cô "Trải nghiệm xuất tinh hạnh phúc khi được Kominato Yotsuha theo dõi!" (小湊よつ葉に見つめられながら至福の射精体験!) cũng đã xếp thứ nhất trên bảng xếp hạng sàn bán hàng qua bưu điện của FANZA.
Vào ngày 19/5, SOD Star thành lập nhóm "4star X sister" gồm 4 nữ diễn viên ra mắt ngành vào năm 2022 (Kamiki Rei, Koibuchi Momona, Kominato Yotsuha, Hoshino Riko). Nhóm đã lập kênh YouTube vào cùng ngày.
Trong tuần ngày 31/7, phim của cô "【Nhắc đến mùa hè là nhắc đến áo tắm! Lễ hội Bikini tập thể SODstar】Nghệ sĩ tuyệt nhất trong tình trạng tình dục tốt nhất Mất lý trí sau khi kiêng quan hệ, và đã quan hê tình dục tổ hợp với dịch tình yêu, mồ hôi và nước bọt chảy ra Kominato Yotsuha" (【夏といえば水着！SODstar全員ビキニ祭】最高の芸能人を最良のトロマン状態で 禁欲明けに理性がブッ飛ぶ 淫汁 汗 唾液とろだく漏らしっぱなし性交 小湊よつ葉) đã xếp thứ nhất trên bảng xếp hạng sàn bán hàng qua bưu điện của FANZA.
Trong tuần ngày 18/9, phim của cô "Lần đầu tiên quan hệ ngay với người nổi tiếng Bạn trai độc đoán của tôi thật không công bằng rằng anh ấy muốn nhét dương vật cương cứng vào mọi lúc mọi nơi Kominato Yotsuha" (芸能人初即ハメ 私のソクバッキー彼氏が絶倫すぎていつでもどこでもすぐ勃起チンチンを挿れようとしてくる 小湊よつ葉) đã tiếp tục xếp thứ 6 trên bảng xếp hạng sàn bán hàng qua bưu điện của FANZA.
Trong tuần ngày 23/10, phim của cô "Một buổi liếm dương vật trả lại bởi một ý tá người luôn mỉm cười và chăm sóc người khác ngay cả khi bị bắn tinh lên mặt Kominato Yotsuha" (顔射されても常に笑顔で神対応する看護師の追撃フェラチオ 小湊よつ葉) đã tiếp tục xếp thứ 4 trên bảng xếp hạng sàn bán hàng qua bưu điện của FANZA. Phim đã vươn lên xếp thứ 1 trong bảng xếp hạng tuần ngày 30.
14/11/2023, buổi diễn độc tấu của cô "Hãy gặp nhau trên mặt trăng vol.82" được tổ chức tại Sangenjaya Grapefruit Moon ở Tokyo. Trong đó, cô đã biểu diễn bài hát nguyên tác mới của mình "Koi no Manyuaru", "Kuroge Wagyū Jōshio Tanyaki 680-en" (Lưỡi bò đen Nhật Bản nướng mặn 680 yên) của Ōtsuka Ai, và một bản hát lại bài "Break Free ft.Zedd." của Ariana Grande. Ngoài ra, vũ công NATSUKA đã trình diễn với tư cách khách mời khi cô hát "Break Free ft.Zedd".
Trong tuần ngày 20/11/2023, phim của cô "Đây là kiểu quan hệ tình dục các cặp đôi thực hiện sau 1 năm yêu nhau!? Tính huống sống chung rất giống ngoài đời! Yotsun tinh nghịch và đáng yêu nhất trở thành bạn gái và đã quan hệ với tôi! Kominato Yotsuha" (これが交際歴1年の恋人がするセックス！？リアルにものすごく近い同棲生活！最高にエッチで可愛いよっつんが彼女になってハメまくり！ 小湊よつ葉) đã tiếp tục xếp thứ 6 trên bảng xếp hạng sàn bán hàng qua bưu điện của FANZA. Phim đã giữ vững vị trí thứ 6 trong bảng xếp hạng sàn bán hàng qua bưu điện của FANZA tuần ngày 27/11/2023. Cô cũng đã xếp thứ 7 trong bảng xếp hạng nữ diễn viên tháng 11.

## Đời tư
Trước khi tham gia Fairies, cô đã dành thời gian tập luyện hàng ngày từ 11 giờ sáng đến 9 giờ tối. Cô nói rằng 9 năm tại Fairies là một giai đoạn thanh xuân của cô, với các thành viên cùng nhau tập hợp lại để ăn mừng tại lễ tổt nghiệp trung học. Vì thế, khi nhóm quyết định giải thế, cô không có ý định theo đuổi sự nghiệp ca hát cá nhân, nên cô đã tìm việc trên trang tìm việc. Cô đã vào làm tại công ti quản lí một thẩm mĩ viện, tuy nhiên ban đầu cô đã khóc mỗi ngày tại lỗi thoát hiểm. Thế nhưng sau khi cô đã quen với công việc, cô đã cảm thấy thoải mái hơn. Khi cân nhắc lại quyết định bản thân do công ti quản lí bị thay đổi, cô đã vẫn muốn thế hiện sự bất bình nên đã nghĩ việc. Cô nói rằng mình đã sẵn sàng để bắt đầu lại, và đã chọn "không tiết lộ tên nhóm cũ" và "bắt đầu lại với một buổi chụp ảnh áo tắm và cô chưa từng thử trước đây".
Khi còn là thành viên Fairies, cô thường nán lại đến cuối các buổi tập do thiếu tự tin về bản thân. Chính vì thế, cô đã có hình tượng bên ngoài là nghiêm túc, và cô đã tự thấy rằng "điều này không đúng". Khi nhìn lại gia đoạn này trong một cuộc phỏng vấn sau này, cô đã nói rằng "Tôi là kiểu người bảo thủ và không phải kiểu người mạo hiểm" và "Tôi được chỉ bảo phải gọn gàng, nên tôi đã thực hiện đúng như vậy".

### Sau khi trở thành nữ diễn viên khiêu dâm
Đối với quyết định trở thành nữ diễn viên khiêu dâm từ năm 2022, cô đã viết trên Twitter rằng "Thế giới này có nhiều xu hướng tình dục khác nhau, và tôi nghĩ thế giới này có nhu cầu lớn cho các thới quen tình dục khác nhau".
Lần đầu cô xem phim khiêu dâm là vào năm 18 tuổi, khi một người bạn đã cho cô xem thử (cô sau đó đã tiết lộ phim đó là phim khiêu dâm đồng tính). Sau đó, cô đã tự tìm kiếm và mua phim đó. Thế loại yêu thích của cô là massage (cụ thế hơn là các phim làm cho cô kích thích mặc dù ban đầu cô không cảm thấy như vậy). Mặt khác, cô đã nói rằng các phim chỉ có tình tiết tán tỉnh hay không thể hiện phụ nữ một cách tốt đẹp là "buồn chán".
Lần đầu cô quan hệ tình dục là với bạn trai vào năm hai trung học. Cô đã nói rằng cô hoàn toàn không cảm thấy sung sướng mà chỉ nhớ rằng là nó đau. Cô đã quan hệ tình dục với 3 người trước khi đóng phim khiêu dâm. Các kiểu quan hệ nổi bật với cô là liếm ngón chân và bị trói. Cô cũng chưa từng trải nghiệm liếm dương vật trước khi đóng phim khiêu dâm. Từ những trải nghiệm này, cô chỉ có các kí ức tồi tệ về quan hệ tình dục, tuy nhiên cô thích xem phim khiêu dâm và phản ứng của các nữ diễn viên, cô đã tự hỏi rằng "Có thật mọi người đều khởi động tình dục không?", "Nó có thật sự kích thích như thế không?" nhưng cô không hỏi bất cứ ai xung quanh nên đã cảm thấy nghi ngờ. Yotsuha cũng đã trả lời rằng, nhìn lại quá khứ né tránh tình dục của cô do sự đáng sợ của nó, cô muốn trở thành người có thể giúp mọi người cởi mở hơn với tình dục và được truyền tải về sự kì diệu của đồ chơi tình dục.
Tên diễn của cô có ý nghĩa là bắt đầu lại, và chính Yotsuha và hãng phim đã thảo luận về các ý tưởng tên với nhau và cuối cùng đã thống nhất về số nét trong tên (khi viết bằng tiếng Nhật). Đề nghị ban đầu của cô là "Minase Futaba", thế nhưng hãng đã từ chố nó do trùng họ hoặc tên với nữ diễn viên cùng ngành. Tên đã được làm theo ý kiến "Tên kết thúc bằng tên một loại lá" của cô, và phần họ cũng mang ý nghĩa thể hiện hình ảnh thành phố cảng Nagasaki.
Nữ diễn viên yêu thích của cô là Mikami Yua. Thông thường, phim khiêu dâm là thứ mọi người xem để thủ dâm, tuy nhiên cô coi các phim của Yua là hình tượng mà cô ngưỡng mộ (các đường nét cơ thể, khuôn mặt tuyệt hảo, v,v,).
Khi cô còn làm tại thẩm mĩ viện, cô đã làm chuột bạch khi tẩy lông khắp cơ thể, và đã khiến cô trở thành một paipan (người không để lông mu). Theo podcast "Câu chuyện hơi phức tạp của Kominato Yotsuha#17", một người hâm mộ đã gợi ý cô để lông, tuy nhiên cô đã trả lời rằng "Ngay cả khi để lông, chỉ có khoảng 4 cọng mọc lên và nó quá thưa nên tôi không thích điều đó".